# Henriëtte Vaillant
Henriëtte Vaillant (Utrecht, 10 december 1875 – Den Haag, 13 december 1949) was een Nederlandse beeldhouwster.

## Leven en werk
Vaillant was een lid van de familie Vaillant en een dochter van ingenieur Everhard Maurits Vaillant (1842-1904) en Antoinette Caroline Muijsken (1847-1921). Ze werd opgeleid aan de Academie van beeldende kunsten in Den Haag en de Polytechnische school te Delft. Ze kreeg lessen van onder anderen de beeldhouwers Eugène Lacomblé en Arend Odé.
Voor de Utrechtse Schoolvereniging aan de Frans Halsstraat in Utrecht vervaardigde Vaillant in 1923 twee bouwplastieken aan weerszijden van de ingangspartij. Het is een van de zeldzame voorbeelden van bouwbeeldhouwwerk van haar hand. Vaillant maakte vooral geglazuurd kleinplastiek. In 1920 werden dierfiguren van haar hand uitgevoerd bij De Porceleyne Fles in Delft. Ook maakte zij tuinornamenten van ijzerklinker, materiaal waarvan in de eerste helft van de twintigste eeuw raamdorpels werden gemaakt. Dit maakte haar sculpturen ijzersterk en weerbestendig. Voor haar kleinplastiek en tuinornamenten koos ze als onderwerp vaak exotische dieren als schildpadden, papegaaien en kamelen, maar ook dieren die dichter bij huis leefden, zoals eenden, duiven en kalkoenen. Ze werkte haar dieren ook sporadisch uit in hout.
Vaillaint was lid van de Vereeniging Sint Lucas, Pulchri Studio en de Nederlandse Kring van Beeldhouwers en exposeerde meerdere malen. In 1919 kreeg ze op de tentoonstelling Sint-Maarten te Utrecht een zilveren medaille uitgereikt. De hoofdprijs was voor Johan Coenraad Altorf, de bronzen medaille voor Chris van der Hoef. Op de Wereldtentoonstelling van 1925 in Parijs kreeg ze een eervolle vermelding, net als Thérèse van Hall. Ook deed ze mee aan de Kunstwedstrijden op de Olympische Zomerspelen van 1928 in Amsterdam, maar wist geen medaille te winnen. Met name het uitmuntende glazuurwerk van Vaillant werd gedurende haar carrière door haar recensenten genoemd.
De beeldhouwster overleed kort na haar vierenzeventigste verjaardag.